# Johann Adolph Heinlein
Johann Adolph Heinlein, vollständig: Johann Adolph Friedrich Heinlein, auch: Joachim Adolph Heinlein, Adolf Heinlein (* 19. Januar 1798 in Wittenburg; † 2. Februar 1829 ebenda) war ein deutscher Bürgermeister.

## Leben
Johann Adolph Heinlein wurde als zweiter Sohn des Magistrat-Mitglieds Johann Georg Heinlein in Wittenburg geboren.
Er besuchte die Schule in Wittenburg und erhielt zusätzlich Unterricht durch Privatlehrer, so auch durch Friedrich Tiburtius (1784–1836), der Anfang 1816 eine Stelle am Katharineum zu Lübeck erhielt. Johann Adolph Heinlein folgte ihm dorthin, beendete es aber bereits zu Ostern 1816. Anschließend ging er an die Universität Göttingen, um dort Jura zu studieren. Er wurde Mitglied des Corps Vandalia Göttingen und wechselte aber aufgrund der Unruhen, die zum Auszug nach Witzenhausen führten, bereits im Herbst 1818 an die Universität Rostock, um sein Studium fortsetzen und beenden zu können.
1821 wurde er Advokat bei der Justizkanzlei in Schwerin und Prokurator des Gerichtshofes.
1825 übertrug ihm der Staatsminister Christian Günther von Bernstorff das Justiziariat auf seine sämtlichen in Mecklenburg gelegenen Gütern. Dies hatte zur Folge, dass er zum zweiten Mal ein Examen in der Justizkanzlei ablegen musste und darauf am 26. November 1825 als Richter in der Verwaltung der Patrimonialgerichtsbarkeit aufgenommen wurde.
1826 erhielt er die Adjunktur des Wittenburger Stadtsekretariats und 1827 wurde er Auditor beim Stadtgericht und gleichzeitig Aktuarius bei dem vereinten Patrimonialgericht, dessen Sitz in Wittenburg war.
1828 starb der Gerichtsrat und Bürgermeister Christoph Samuel Friedrich Ahrens (1766–1828), und Johann Adolph Heinlein wurde einstimmig von der Bürgerschaft zu dessen Nachfolger gewählt. Der Großherzog Friedrich Franz I. bestätigte nicht nur die Wahl, sondern beauftragte ihn auch am 31. Mai 1828 mit der Verwaltung des Stadtrichterdienstes.
Bereits während seines Studiums in Rostock entwickelte er eine Neigung zur Hypochondrie und Depression. Er suchte die Einsamkeit und verlor sich in Grübeleien. Die vielen Aufgaben, die er durch die Übernahme der obersten Stadtleitung zu erfüllen hatte, verstärkten seine Symptome und er äußerte sich sehr unzufrieden über sich selbst und dass er nur noch kurze Zeit zu leben habe. Im Alter von 30 Jahren wurde er im Hof seines Wohnhauses gefunden, nachdem er sich selbst erschossen hatte. Sein Nachfolger wurde Carl Leopold Friedrich Wilhelm Vaigt aus Gadebusch.